# Мария Нагая
Мария Фьодоровна Нагая († 1608) е седмата (неканонична) съпруга на руския цар Иван Грозни.

## Живот
Мария Нагая се омъжва за Иван Грозни през 1581 г. и само година по-късно ражда син – Дмитрий. Тъй като Православната църква позволява само четири брака, бракът на Иван Грозни с Мария Нагая не е признат от Руската църква за законен, което прави детето ѝ незаконно.
След смъртта на Иван Грозни през 1584 г. Мария, синът ѝ и нейните братя са пратени на заточение в гр. Углич, където живеят до 1593 г., когато по мистериозен начин умира синът ѝ Дмитрий. Срещу Мария и роднините ѝ е повдигнат съдебен процес по обвинение в престъпна небрежност, в резултат на който братята ѝ са затворени, а Мария е замонашена в манастир.
През 1605 г. на престола в Москва се възкачва Лъже-Дмитрий I, а Мария е върната в Москва, за да разпознае Лъже-Дмитрий като свой син. Роднините ѝ също са освободени, а ранговете и конфискуваното имущество са им върнати. След свалянето на Лъже-Дмитрий Мария Нагая отрича той да е бил неин син.